# Doryfera
Doryfera (Gould, 1847) è un genere di uccelli della famiglia Trochilidae, che comprende due specie note con il nome comune di lancieri. Il nome Doryfera viene dall'unione delle parole dory (in greco antico: δόρυ?, dòry), una lancia tipica greca, e phoros (φόρος, phóros) cioè caricato.

## Descrizione
I lancieri sono colibri di medie dimensioni, 9,5-11,5 centimetri, dal caratteristico becco dritto da cui ne deriva il nome e dal corpo verde-bluastro e la coda scura, sebbene ci siano differenze tra le specie. Inoltre le specie di questo genere presentano la fronte fortemente iridescente dal colore della quale derivano i nomi comuni, essa è infatti di colore blu per Doryfera johannae e di colore verde Doryfera ludovicae.

## Distribuzione
Il genere Doryfera è diffuso in un areale discontinuo e differenziato in base alle specie, che va dal Centroamerica al Sudamerica.
Entrambe le specie di lanciere hanno una parte di areale che si snoda lungo la cordigliera delle Ande; dal nord del Venezuela alla Bolivia centrale per quanto riguarda il lanciere fronteverde e solo dalla Colombia al Perù centrale per quanto riguarda invece il lanciere fronteblu. Quest'ultimo vive anche in un'area che copre il Venezuela meridionale, la Guyana nordoccidentale e il Brasile; mentre il lanciere fronteverde è l'unico a vivere in America centrale. Esso si ritrova infatti dalla Costa Rica al Panama centrale e nella parte meridionale di Panama, al confine con la Colombia.

## Tassonomia
Comprende le seguenti specie:
- Doryfera ludovicae (Bourcier & Mulsant, 1847) - lanciere fronteverde.
- Doryfera johannae (Bourcier, 1847) - lanciere fronteblu.